# JoJo’s Bizarre Adventure (игра, 1993)
JoJo's Bizarre Adventure (яп. ジョジョの奇妙な冒険 ДзёДзё но Кимё: на Бо:кэн) — первая компьютерная ролевая игра, созданная по мотивам одноимённой манги JoJo's Bizarre Adventure, а точнее её третьей части — Stardust Crusaders авторства Хирохико Араки. Была разработана студией WinkySoft для Super Famicom и выпущена компанией Cobra Team 5 марта 1993 года в Японии. Продюсером игры выступил Синдзи Хасимото. Сама игра была выпущена только на территории Японии, однако для неё была создана неофициальная английская локализация.

## Сюжет
Действие игры разворачивается вокруг Дзётаро Кудзё, который обнаруживает в себе способность управлять стендом и от дедушки Джозефа Джостара узнаёт, что причиной этому послужило пробуждение Дио Брандо, старого врага семьи. И если его не убить, то мать Дзётаро, Холли может скончаться. Дзётаро и его команда путешествуют по ближнему востоку в поисках Дио, вступая поочерёдное сражение с разными противниками.

## Геймплей

Демонстрация геймплея игры

JoJo’s Bizarre Adventure представляет собой приключенческую игру с «point-and-click» и ролевую игру от третьего лица. Сюжет является пересказом Stardust Crusaders, а игрок наблюдает за развитием сюжета от лица Дзётаро Кудзё. Суть игры заключается в том, что игрок перемещается в ограниченном пространстве, вступает в диалоги с разными персонажами и сражения с противниками. Борьба является пошаговой и представляет собой список команд. Перед сражением, игрок может вытянуть одну из карт, которая повлияет на то, какими способностями противник будет атаковать.
Во время боя можно использовать разные стратегии, такие как атака, разговор с противником (может ослабить его уверенность, а значит и силу), исцеление союзников, ожидание и прогнозирование. В режиме прогнозирования игрок может вытянуть карту таро, которая сообщит о «предмете удачи», который поможет победить врага. В режиме ожидания игрок может рассчитать, когда лучше всего нанести удар, однако персонаж в этот момент открыт для удара. В игре используется «система биоритма», по которой параметры персонажей могут меняться, если они попадают в стрессовые ситуации. Игрок может управлять также такими персонажами, как Джозеф Джостар, Нориаки Какёин, Мохаммед Авдол, Жан-Пьер Польнарефф и Игги.

## Музыка
JoJo's Bizarre Adventure (OST) (яп. ジョジョの奇妙な冒険 ДзёДзё но Кимуё но Бо:кэн Ородзинару Саундо Торакку) — альбом, собранный из саундтреков из игры, был выпущен в Японии 5 апреля 1993 года. Композитором выступает Нобору Яманэ, аранжировкой занимался Нобосукэ Сасахара

| №   | Название                    | Музыка       | Оригинал названия                 | Длительность |
| --- | --------------------------- | ------------ | --------------------------------- | ------------ |
| 1.  | «JOJO'S THEME»              | Нобору Яманэ |                                   | 4:04         |
| 2.  | «HONKEY-TONK STREET»        | Нобору Яманэ |                                   | 3:24         |
| 3.  | «FIGHT TO SURVIVE»          | Нобору Яманэ |                                   | 5:33         |
| 4.  | «TRAVELLING ADVENTURE»      | Нобору Яманэ |                                   | 4:44         |
| 5.  | «FINAL HOUR»                | Нобору Яманэ |                                   | 4:25         |
| 6.  | «IN THE DREAM»              | Нобору Яманэ |                                   | 5:01         |
| 7.  | «Opening Theme»             | Нобору Яманэ | (яп. オープニング・テーマ)        | 2:24         |
| 8.  | «Beginning of an Adventure» | Нобору Яманэ | (яп. 冒険の始まり)                | 2:09         |
| 9.  | «Bar»                       | Нобору Яманэ | (яп. 休息)                        | 1:00         |
| 10. | «Labyrinth»                 | Нобору Яманэ | (яп. 迷宮)                        | 1:26         |
| 11. | «Stand Battle»              | Нобору Яманэ | (яп. スタンド・ファイター)        | 2:29         |
| 12. | «DIO's Curse»               | Нобору Яманэ | (яп. ＤＩＯの呪縛)                | 0:41         |
| 13. | «Death 13's Dream World»    | Нобору Яманэ | (яп. 夢のDEATH13（サーティン）)   | 0:58         |
| 14. | «Crowded City»              | Нобору Яманэ | (яп. 雑踏の街)                    | 0:49         |
| 15. | «Mist of Justice»           | Нобору Яманэ | (яп. 霧の恐怖)                    | 0:49         |
| 16. | «Cafe»                      | Нобору Яманэ | (яп. カフェ)                      | 0:54         |
| 17. | «Eternal Ground»            | Нобору Яманэ | (яп. 悠久の地)                    | 0:50         |
| 18. | «Dio's Mansion»             | Нобору Яманэ | (яп. 悠久の地)                    | 1:15         |
| 19. | «Fierce Battle»             | Нобору Яманэ | (яп. 激闘)                        | 1:02         |
| 20. | «MUDA! MUDA! MUDA!»         | Нобору Яманэ | (яп. 無駄 無駄 無駄！！)          | 1:13         |
| 21. | «The World -Final Battle-»  | Нобору Яманэ | (яп. ザ・ワールド～宿命の対決～)> | 2:11         |
| 22. | «Credits»                   | Нобору Яманэ | (яп. エンディング・テーマ)        | 4:28         |

## Восприятие
| Иноязычные издания       | Иноязычные издания                            |
| Издание                  | Оценка                                        |
| ------------------------ | --------------------------------------------- |
| Famitsu                  | 20/40点                                       |
| Family Computer Magazine | 22,22/30点 （総合69位）                       |
| Super Nintendo           | 62/100点                                      |
| Награды                  |                                               |
| Издание                  | Награда                                       |
| SUPER FAMICOM Magazine   | ゲーム通信簿部門別ベスト30 オリジナリティ21位 |

Критики японского журнала Famitsu присудили игре 50 баллов из 160 и в общем оставили сдержанные отзывы об игре, отметив, что механика RPG реализована плохо, свободы действий практически нет. Рассказ сюжета выглядит тоже грубым и слишком быстро развивающимся, что игрок, не знакомый с мангой сразу запутается и ничего не поймёт. Рецензент сайта Every gamer rewiew назвал сюжет в игре в общем достоверным манге, однако счел невероятно скучными сцены сражений; игрок вынужден по долгу наблюдать за сценой сражения и однообразными атаками. Также сюжет развивается слабо и будет не очень понятен тем, кто не знаком с оригинальной мангой. Графика также получилась халтурной.